# Bateau-phare
Pour l’article ayant un titre homophone, voir Batofar.

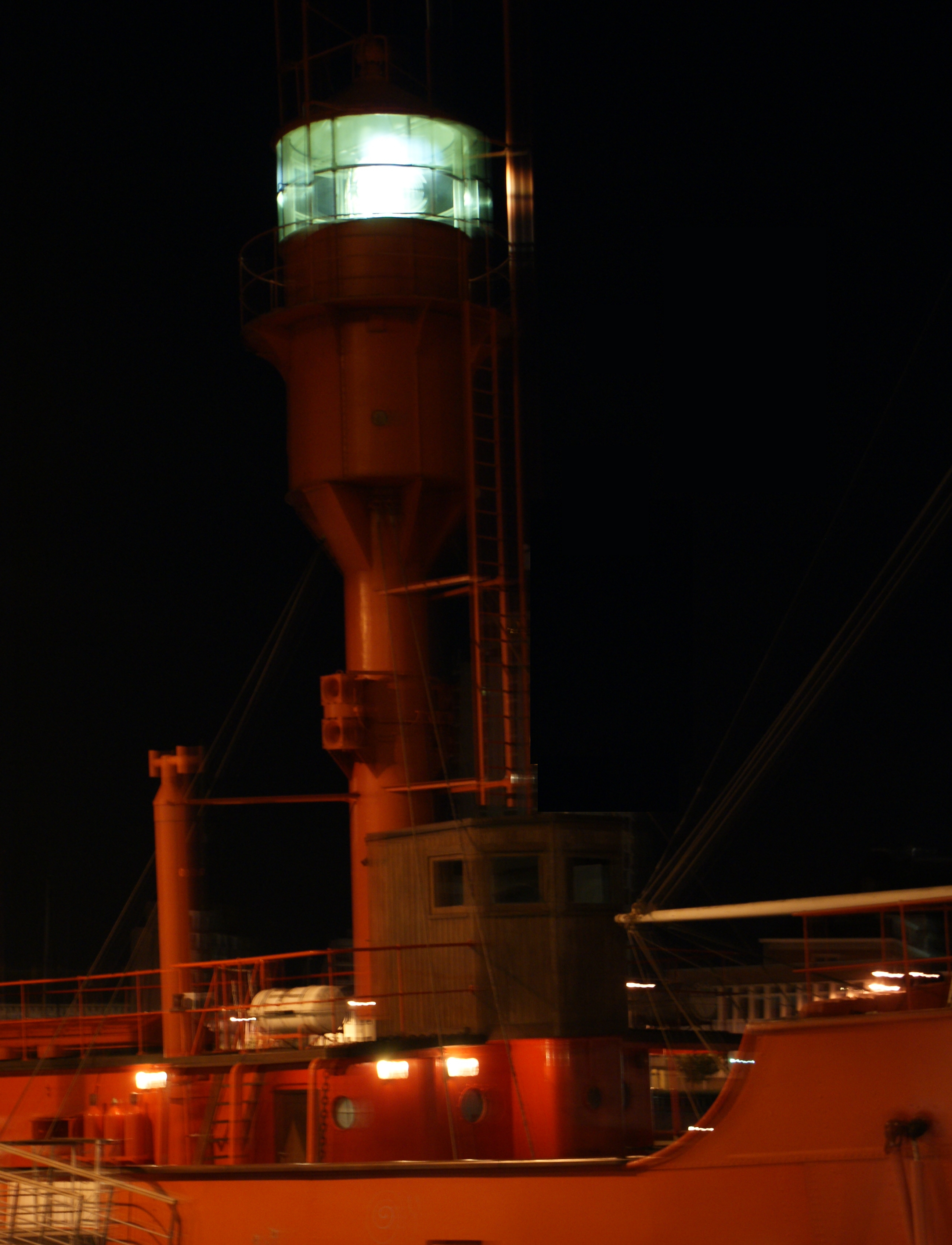
Phare d'un bateau-feu dans la nuit (Sandettié)

Un bateau-phare (ou bateau-feu) est un bateau de construction spéciale, faisant partie de la flotte des bateaux de servitude (ou bateaux « spécialisés », ou « de service »), doté d'un mât tubulaire portant un phare, parfois deux à l'image de certains lightships américains ou canadiens (exemple : le White Island). Il était destiné à faciliter la navigation en indiquant un danger à l'approche des côtes (le plus souvent) ou dans les passes étroites ou difficiles (lacs, estuaires).

## Présentation

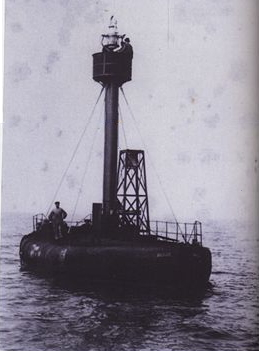
Bateau-feu à gaz sans gardien (Phares et balises de La Pallice) en 1919, impliqué dans le naufrage du paquebot Afrique.

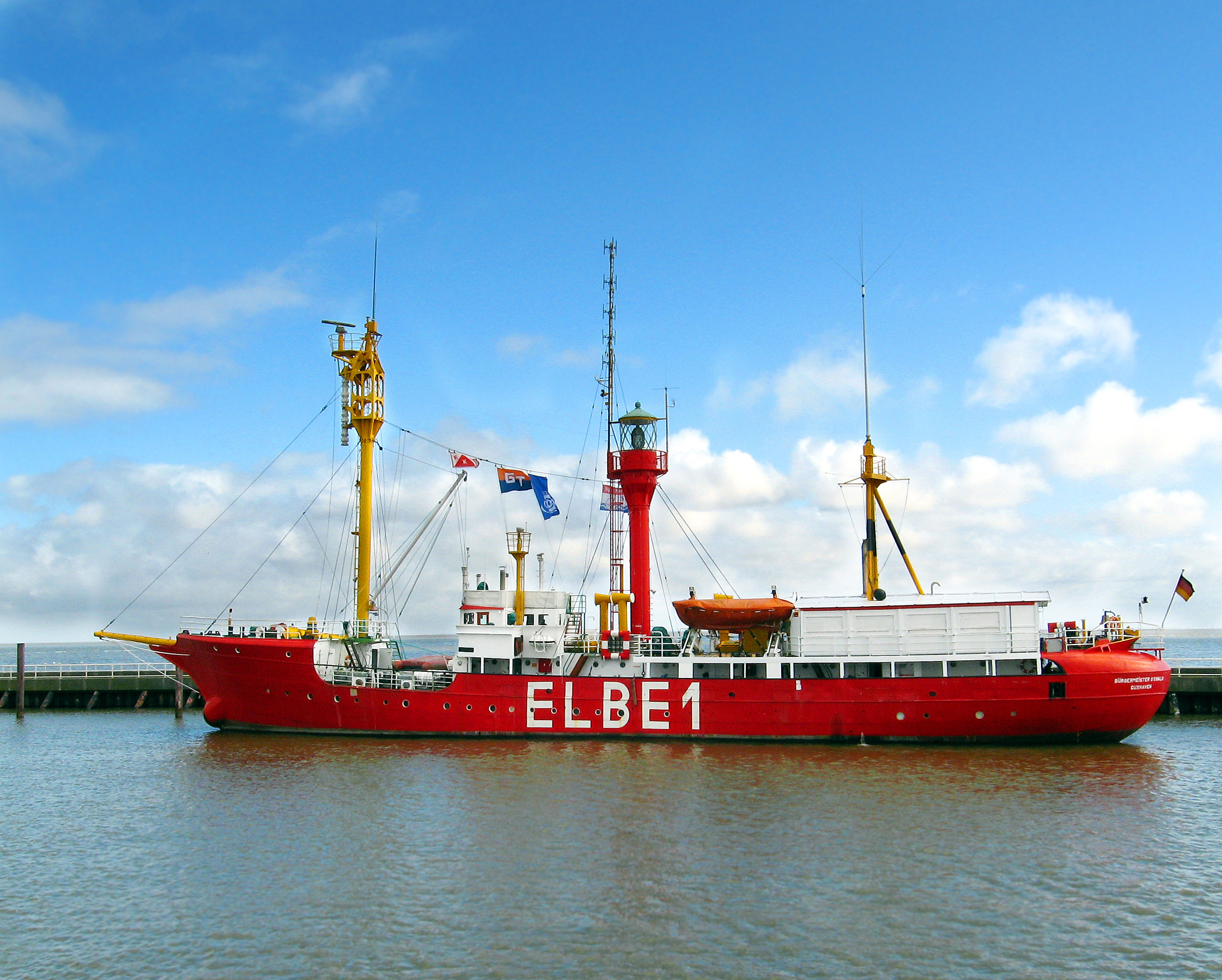
L’Elbe 1 à Cuxhaven

Les bateaux-feux sont surtout des produits de la deuxième moitié du XIXe siècle et du début du XXe siècle. Auparavant, des bouées furent d'abord installées pour signaler les bancs de sable stables dans le but de réduire les risques encourus par les bateaux naviguant près des côtes. Progressivement les bancs les plus connus furent indiqués par des bateaux équipés d'une grande lanterne. Le premier vrai bateau-feu, le Nore, est mouillé à l'entrée de la Tamise en 1732. Si certains étaient construits spécifiquement pour cet usage, beaucoup seront d'abord des bateaux modifiés, initialement en bois. On commencera réellement à construire des bateaux-feux en série en Angleterre à partir de 1823.
Ces bateaux étaient mouillés en mer, au moyen d'une ancre spéciale, à proximité des hauts-fonds dangereux dont ils signalaient la présence. Ils se trouvaient également aux embouchures des fleuves et dans les passes navigables où il était difficile d'aménager un phare pour délimiter un chenal par manque de fond rocheux. Certains étaient maintenus et manœuvrés par un équipage, d'autres, à fonctionnement automatique, étaient mouillés comme des bouées.
Pour les bateaux-feux habités, la vie à bord de ces navires stationnaires n'était pas toujours facile. Du fait de leur situation immobile, le roulis était impossible à contrecarrer et par gros temps, il incommodait même les plus aguerris des équipages. Le reste du temps, c'était la routine et la monotonie qui s'installaient. Certains ont dès lors servi progressivement de stations météo, d'analyse et d'alerte marine : les bateaux-météo.
Ces bateaux seront utilisés dans un grand nombre de pays du Nord de l'Europe (Allemagne, Grande-Bretagne, Norvège, Suède, France, etc.) ainsi qu'en Amérique du Nord, notamment aux États-Unis. En Europe notamment, les bateaux-feux changeaient de nom selon les bancs de sable où ils étaient affectés (Mardyck puis Dyck, Sandettié, Ruytingen, Bassurelle ou Snouw). Avec la généralisation des balises automatiques et l'avènement des techniques de navigation modernes, leur usage a cependant presque disparu.
En France, le service des phares et balises conçut ce genre de navire à l'imitation de ce qui était déjà pratiqué en Angleterre. Trois ports avaient besoin de bateaux-feux pour éclairer leurs approches : Dunkerque, Boulogne et Le Havre. À la fin de la Seconde Guerre mondiale, la flotte française est réduite à trois bâtiments, dont le Dyck construit en 1935 et le Sandettié construit en 1912. Deux nouveaux bâtiments seront mis en chantier : le BF6 (futur Sandettié) et le BF7 (futur Bassurelle). En 126 ans, pas moins de 16 bâtiments se succédèrent  ainsi dans le pas de Calais jusqu'en 1989.

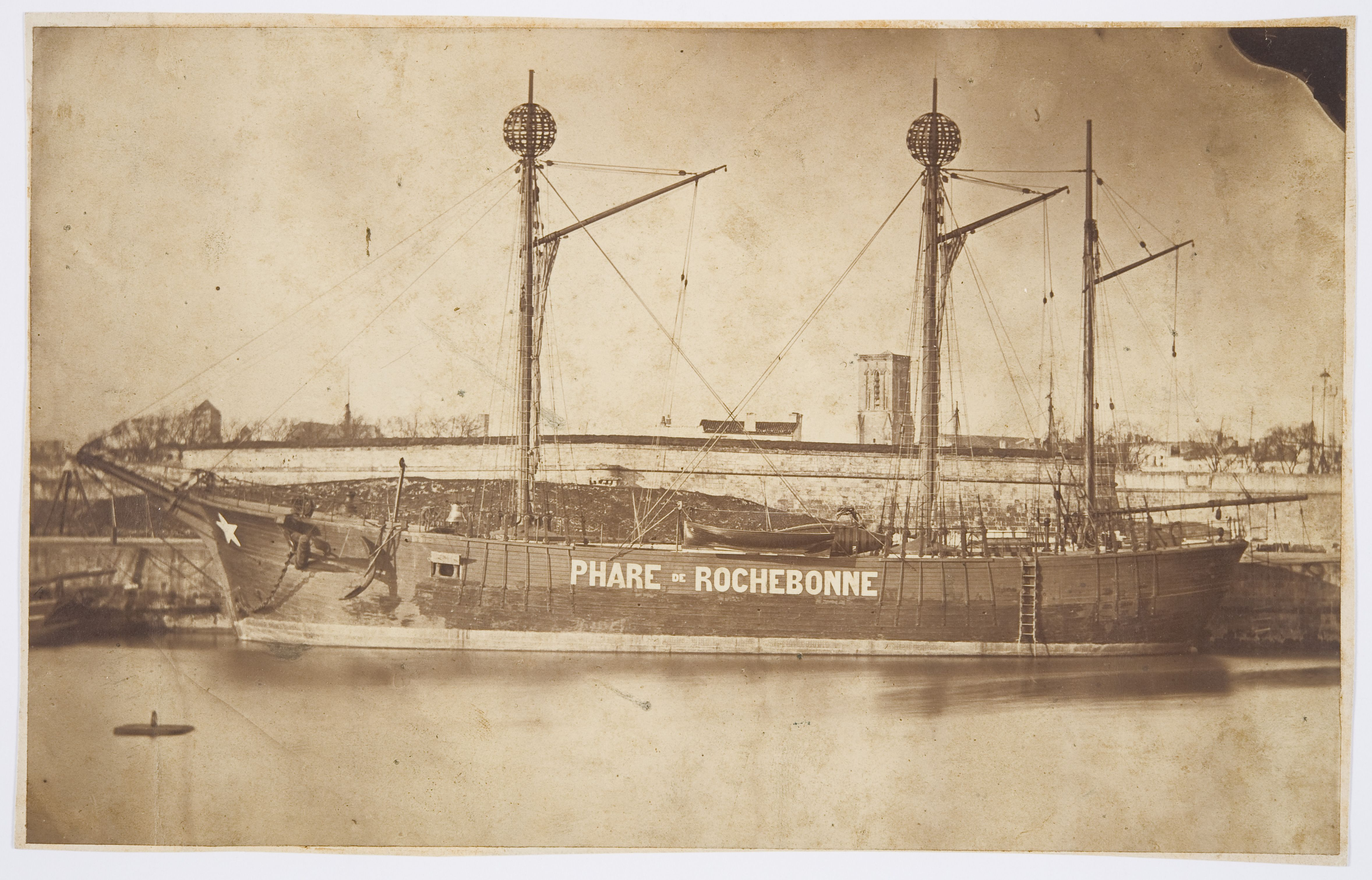
Le bateau-phare de Rochebonne.

Au Canada, les bateaux-feux seront surtout utilisés dans le Saint-Laurent et les grands lacs intérieurs (Saint-Louis ou Saint-François notamment). En 1867, on dénombrait plus d'une douzaine.*

## Accidents de bateaux-feux
12 juin 1868 - Ayant cassé sa chaîne le bateau-feu Mardyck et son équipage sont sauvés par un remorqueur.
21 novembre 1893 - Ayant cassé sa chaîne le bateau-feu  Ruytingen  et son équipage sont sauvés par un remorqueur.
2 février 1902 - Le feu flottant Ruytingen a été abordé, dans la nuit de jeudi à vendredi, par un brick-goélette inconnu. Il est sauvé avec son équipage  par un remorqueur.
3 février 1902 - Le feu flottant Dyck  casse sa chaîne, le bateau-feu et son équipage sont sauvés par un remorqueur.
11 août 1903 - Le feu flottant Sandettie est abordé par un vapeur de Lubeck - L'équipage a été sauvé et ramené à Flessingue.
10 septembre 1903 - Le feu flottant  Sandettie est abordé en pleine tempête. Son équipage pompera l'eau durant 36 heures. Il sera ramené au port par le baliseur des Ponts-et-Chaussées.
30 juin 1906 - Incendie ou abordage du flottant Ruytingen (Selon des sources diverses).
11-12 janvier 1920 - Le paquebot L'Afrique, avec à son bord 600 personnes dont 192 tirailleurs sénégalais, des missionnaires, des colons et autres passagers, se heurte à un bateau-feu au large de la Gironde, ce qui entraîne par le fond L'Afrique. Seuls 34 passagers survivent à l'accident.
13 décembre 1933 - Pris dans une tempête, le Dyck finit échoué entre Hemmes et Oye. Les sauveteurs de la SCSN de Calais et Dunkerque présents sur place sauveront 3 personnes, 4 personnes y laisseront la vie.
25 mai 1940 - Lors de la Bataille de Dunkerque, Le Dyck est attaqué par la Luftwaffe. Atteint par des bombes, il coule. L'équipage, sain et sauf, est recueilli par une chaloupe du second dragueur, le Joseph Marie.

## Bateaux-feux encore visibles

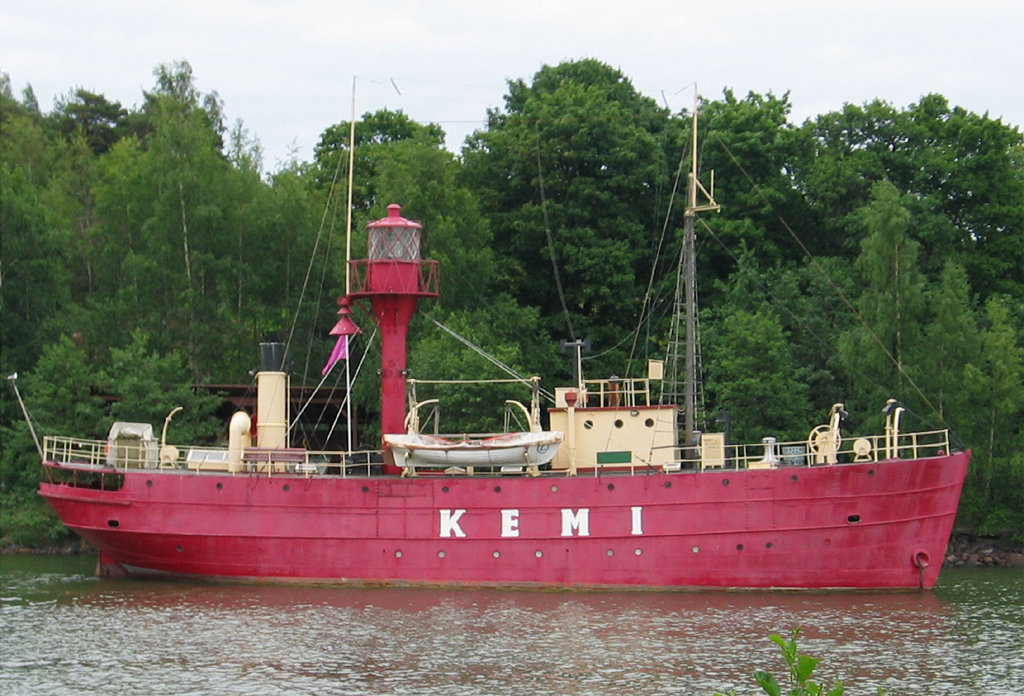
Le Kemi en Finlande

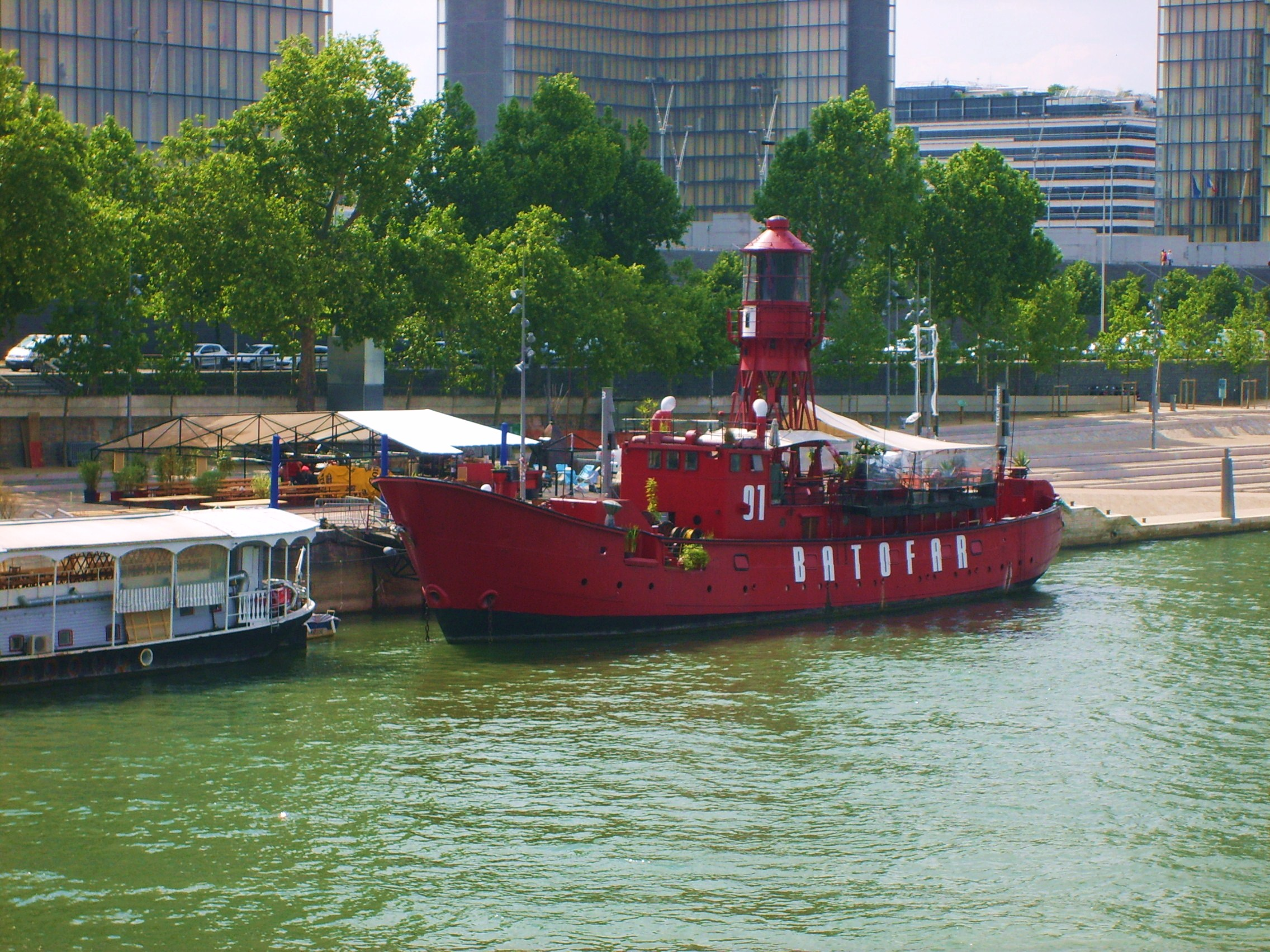
Le Batofar à Paris

### France
Aucun bateau-feu français n'est encore en activité. Fin 2018 il n'en subsiste que cinq dont deux seulement sont originaires de France. Ils sont tous en bon état.
- Le bateau-feu d'origine irlandaise Osprey (1955) (rebaptisé Batofar), sur les quais de Seine à Paris, est transformé en bar et salle de concerts de styles très divers[11].
- Le bateau-feu d'origine suédoise Falsterborev fut finalement transformé un temps en restaurant. Abandonné ensuite dans le port du Havre, il a coulé en 2007 mais son démantèlement n'est entrepris que fin 2012[12].
- Le bateau-feu français Havre III (ex-Dyck), également au Havre, se visite depuis sa restauration ; il a été construit en 1935 et affecté au Havre en 1948 à 7 milles au sud du cap de la Hève jusqu'en 1981, où il a été remplacé par une bouée-phare. Il est amarré dans le bassin Vauban, devant le centre commercial des Docks Vauban, au Havre (ancien musée maritime et portuaire).
- Le bateau-feu d'origine anglaise Scarweather est visible au port musée de Port-Rhu à Douarnenez depuis 1991, après une carrière au large de Bristol[13]. C'est le dernier bateau-feu construit en Angleterre en 1947. Il n'est pas visitable[14].
- Le bateau-feu français Sandettié, ou BF6 (1947), également reconverti en bateau musée, classé monument historique, fait partie depuis 1997 de la « collection à flot » du Musée portuaire de Dunkerque ; ce dernier disposait également du Dyck (BF2, ex-Havre II) qui a finalement été mis en démolition en juin 2008 ; classé également monument historique, il a été déclassé en 2004[15].
- Le Lightship no. 94 (LV 94) construit à l'origine pour la Trinity House Lighthouse Service en 1939 et affecté à Londres. Il sert un temps de Musée à Amsterdam puis de salle de conférence avant d'être racheté par un investisseur français pour être reconverti en salle de spectacle[16] et amarré à Lyon[17]. Dans cette perspective il est renommé Razzle mais le bateau est refusé par la ville de Lyon et reste bloqué à L'Estaque [18]. Le navire est finalement amarré le 19 février 2021 au quai d'Alger, à Sète, pour célébrer l'année du centenaire de la naissance de Georges Brassens[19]. À cette occasion il est renommé Roquerols en hommage au rocher de Roquerols[20] entre Sète et Balaruc-les-Bains, sur l'Étang de Thau où Georges Brassens aimait se rendre[21].

### Autres pays
- Le bateau-feu anglais Calshot Spit est aujourd'hui une attraction à l'Ocean Village marina de Southampton (Grande-Bretagne).
- Le bateau-feu anglais Helwick LV-14 est maintenant amarré dans la marina de Swansea (Pays de Galles). Autrefois, il était ancré au large de Rhossili pour signaler un dangereux banc de sable.
- Le  bateau-feu belge West-Hinder a été transformé en bateau musée dans le port de Zeebruges après une carrière au large d'Ostende jusqu'en 1994.
- Le bateau-feu suédois Finngrundet, visible au musée Vasa de Stockholm depuis 1970 après une carrière au sud du golfe de Botnie.
- Le bateau-feu finlandais Kemi, basé dans le Nord du golfe de Botnie, a été en restauration à Kotka. Il est visible depuis l'été 2009.
- Le bateau-feu finlandais Relandersgrund sert depuis 2008 de café-bar à Helsinki.
- Le bateau-feu Noordhinder est à Amsterdam.
- Le bateau-feu Fehmarnbelt est aujourd'hui  au Museum ship de Lübeck (Allemagne).

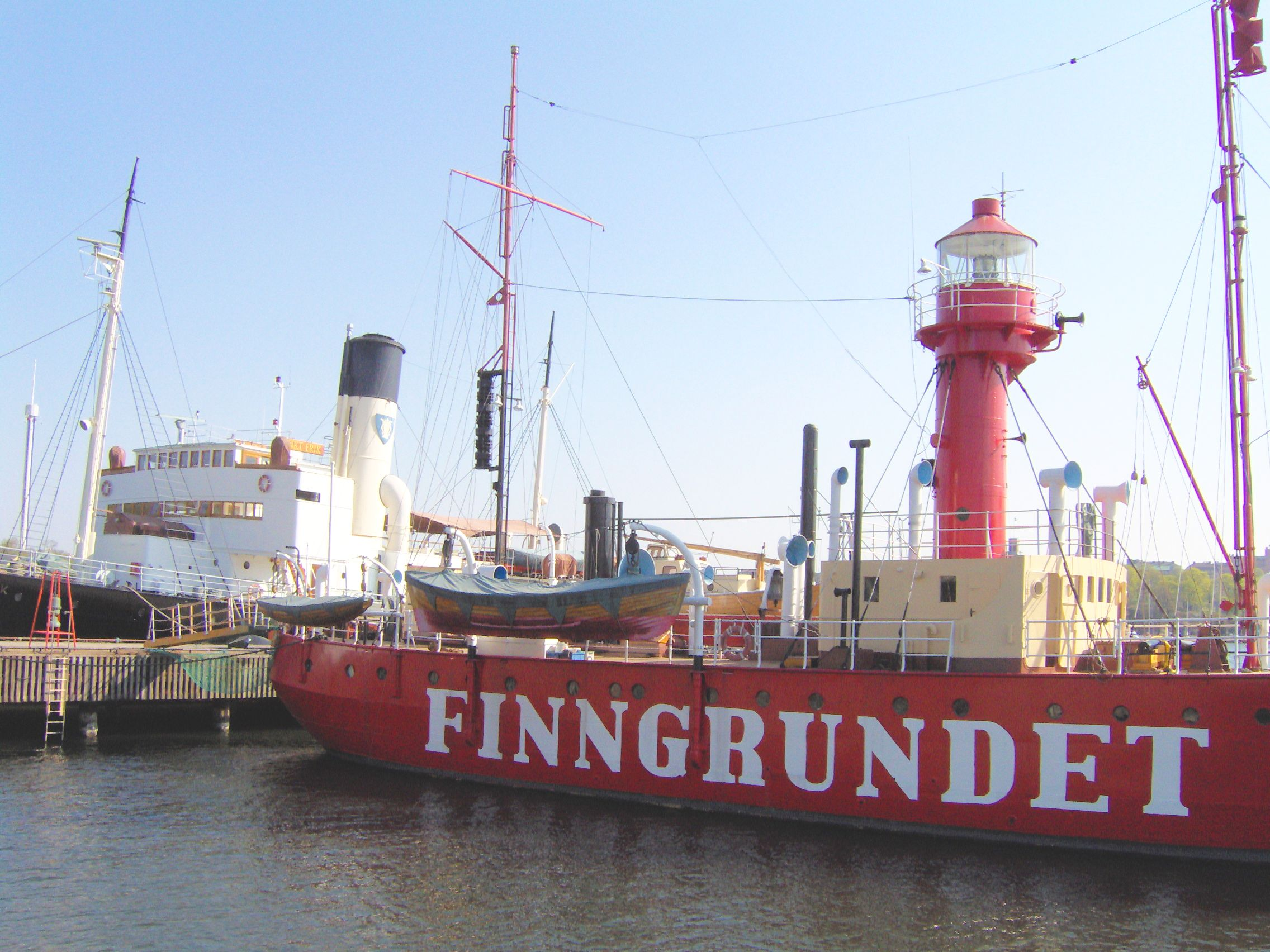
Le Finngrundet à Stockholm
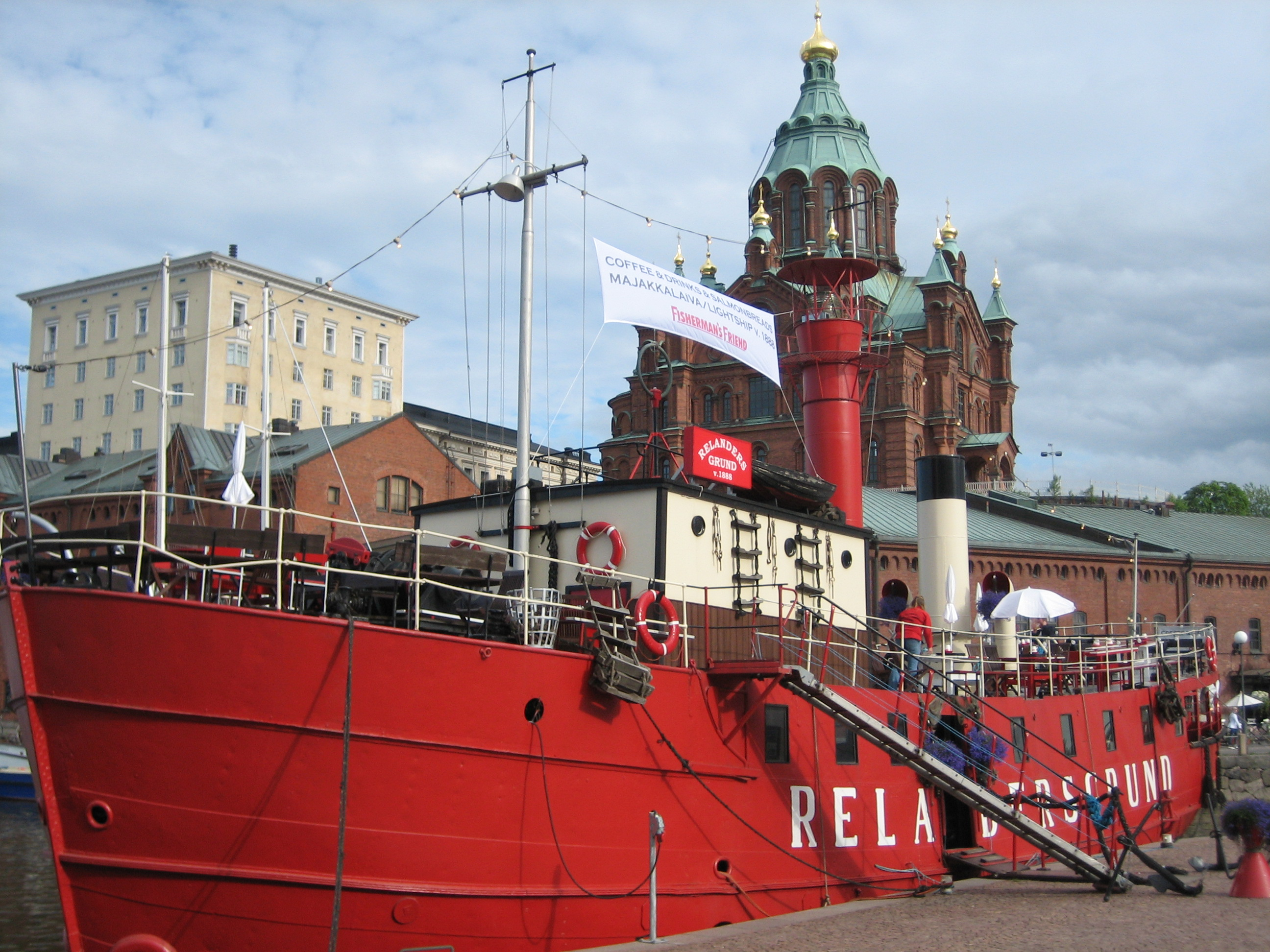
Le Relandersgrund à Helsinki
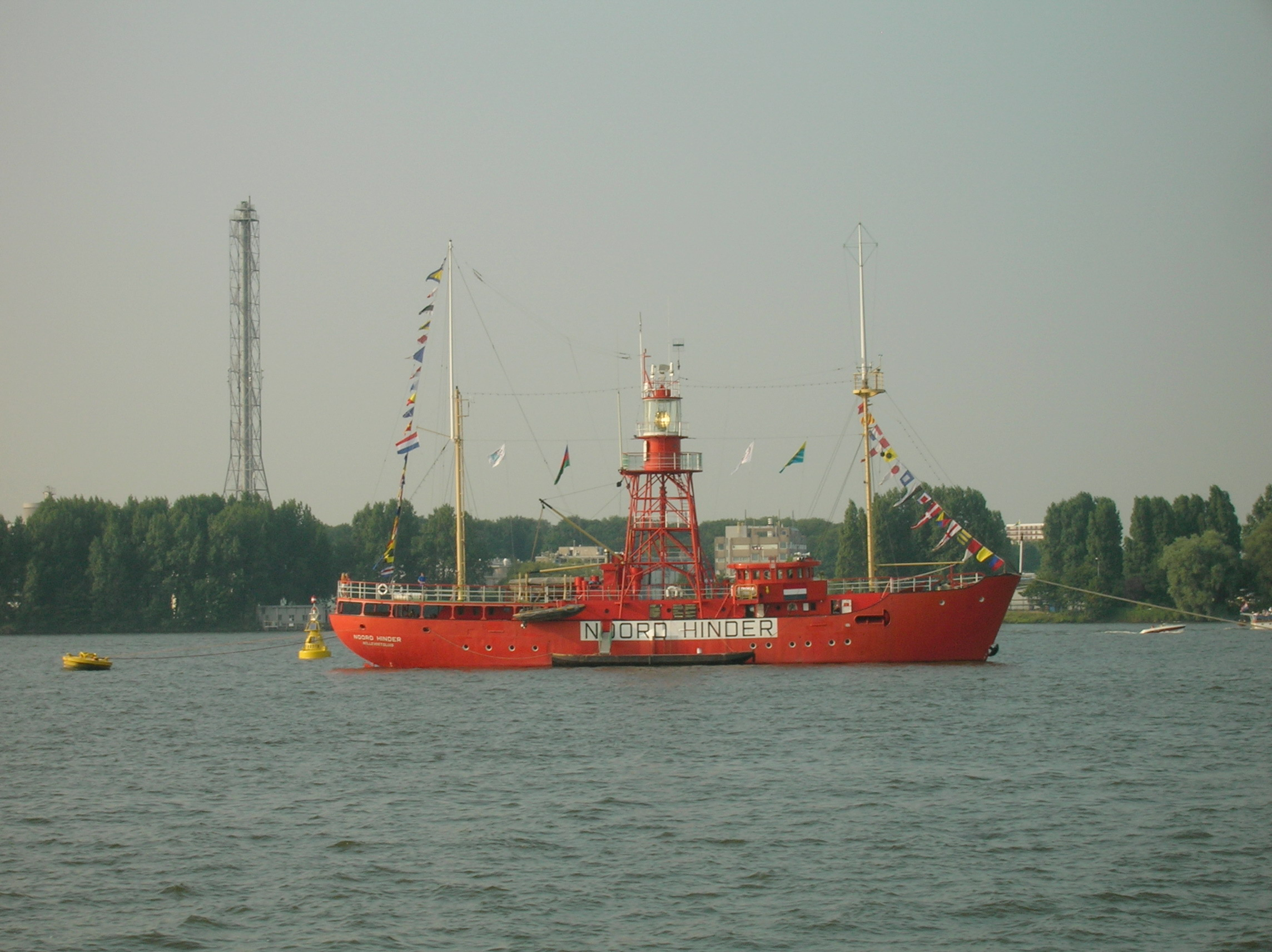
Le Noord hinder à Amsterdam en 2005

- Le bateau-feu d'origine anglaise Trinity House LV-11 (rebaptisé Breeveertien) sert de restaurant à Rotterdam (Pays-Bas).
- Le bateau-feu allemand Elbe 1 est un bateau musée à Cuxhaven.
- Le bateau-feu allemand Borkumriff IV serait visible au Nationalparkschiff Borkumer Schutzhafen.
- Le FS Senator Brockes (rebaptisé Europa) a été construit à Hambourg en 1911. Il devient un bateau-feu à partir de 1970 servant à éclairer l’embouchure de l’Elbe. Il est transformé à nouveau depuis les années 1990 en trois-mâts barque. Basé à Amsterdam, il navigue toujours en 2008.
- Le bateau-feu américain Barnegat LV-79 est un bateau musée exposé à Camden.
- Le bateau-feu américain Swiftsure LV-83 est un bateau musée exposé à Seattle[22],[23].
- Le bateau-feu américain Ambrose LV-87 est un bateau musée exposé à New-York[22],[24].
- Le bateau-feu américain Portsmouth, LV-101, est un bateau musée au Naval Shipyard Museum de  Portsmouth.
- Le bateau-feu américain Huron, LV-103, est un bateau musée au Huron Lightship Museum (Michigan)[25].
- Le bateau-feu américain Nantucket, LV-112, est un bateau musée exposé à Boston.
- Le bateau-feu américain Chesapeake LV-116 est un bateau musée exposé à Baltimore[22],[26].
- Le bateau-feu américain Overfalls LV-118 est un bateau musée exposé à Lewes[22],[27].
- Le bateau-feu américain Columbia, LV-604/WLV-604, aujourd'hui au Columbia River Maritime Museum (Oregon)[22]. Il est doté de deux phares.

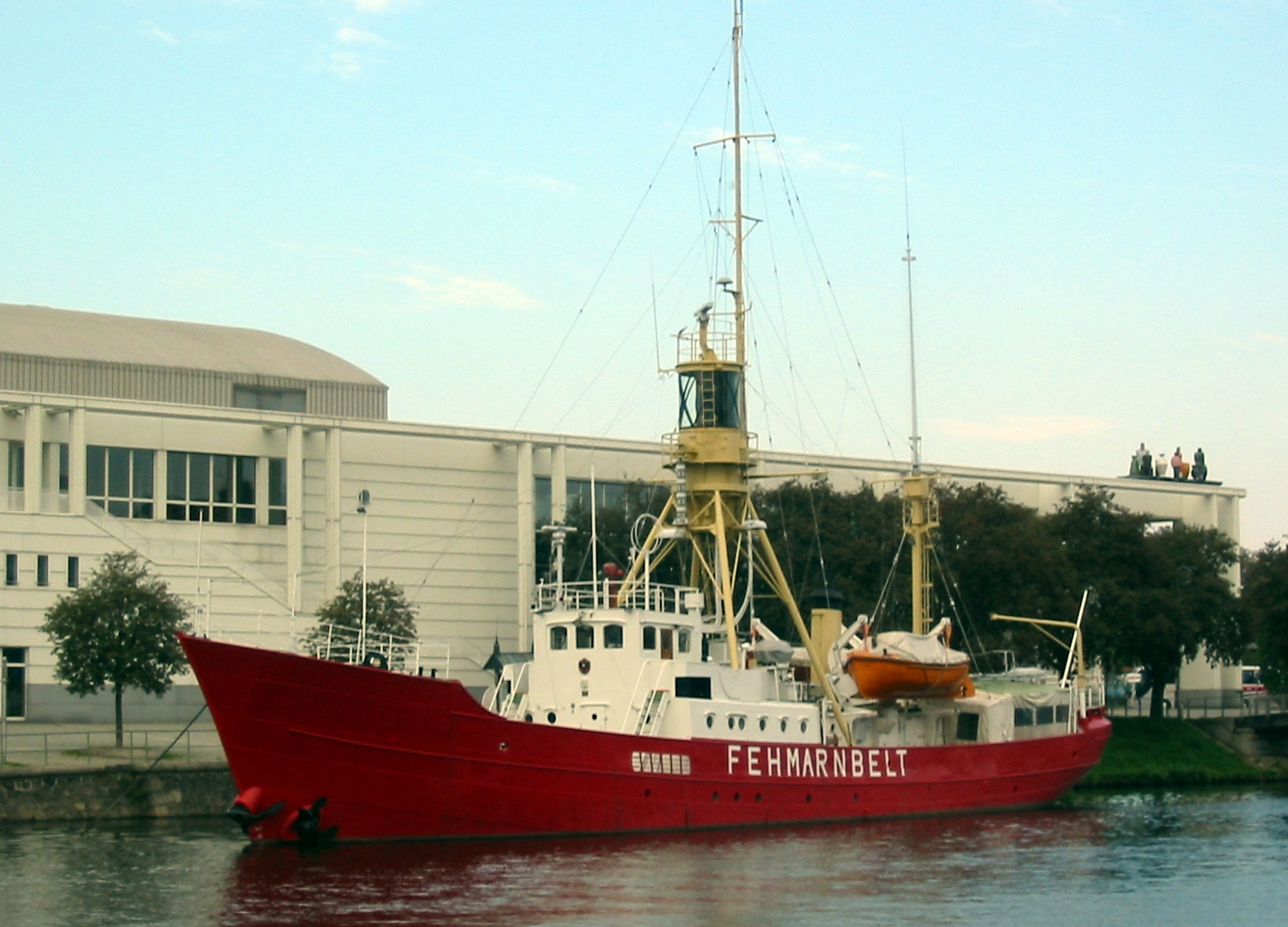
Le Fehrmarnbelt à Lübeck
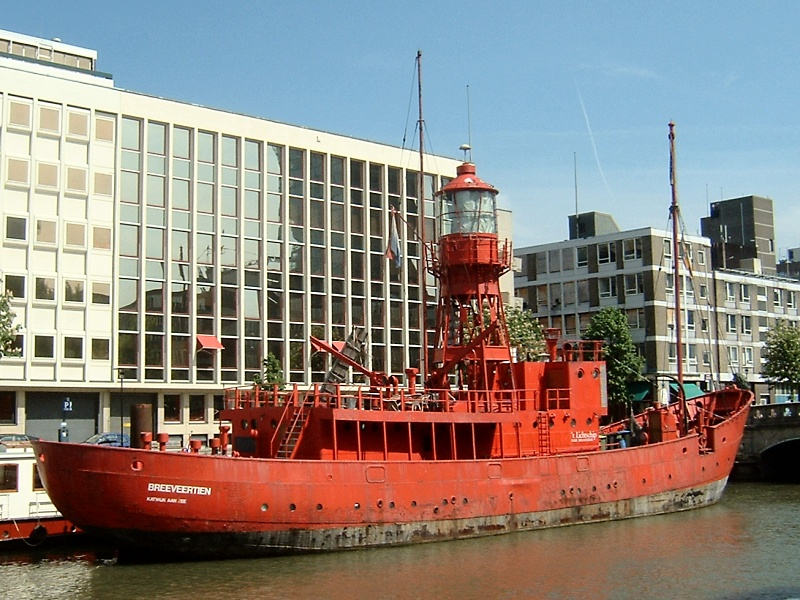
Le Breeveertien à Rotterdam
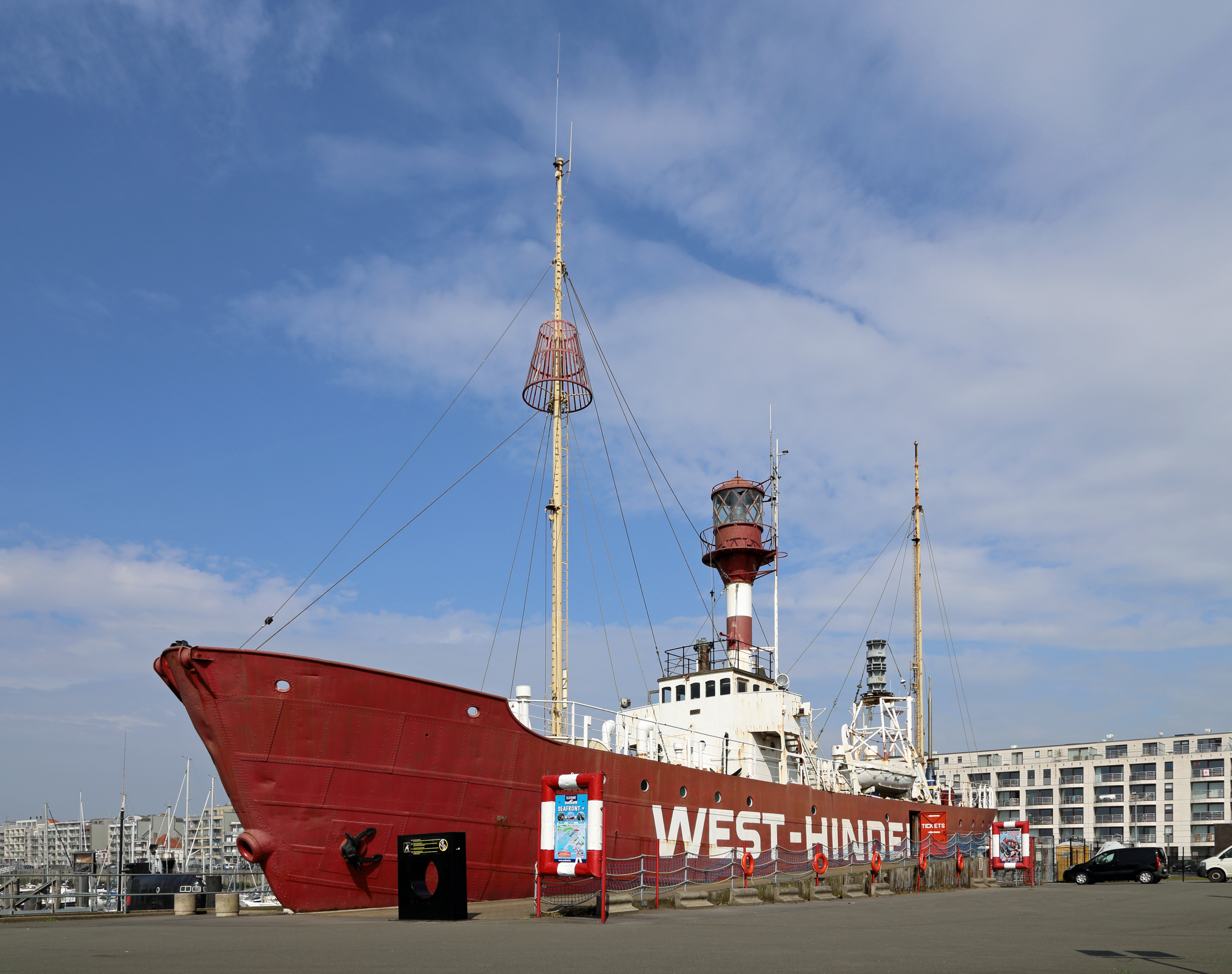
Le West-Hinder à Zeebruges

## Divers
- L'épave d'un bateau-feu se trouve depuis 1943 au large de Landemer (à l’ouest de Cherbourg) et constitue un lieu de plongée apprécié. Son identité est inconnue, c'est probablement un bâtiment d'origine belge réquisitionné par l'Allemagne[28].
- Une exposition mobile présentée dans une remorque routière façon bateau-phare ludique, a été réalisé par l'artiste maritime Ramine[29] avec l’aide des étudiants du lycée Vauban-Kerichen de Brest. Cette exposition fut présentée pour la première fois lors de Brest 2004. L'exposition sur l'histoire des bateaux-phares est constituée de textes, de photographies anciennes, de dioramas et de maquettes[30]. Depuis 2004 le BatoExpo a voyagé à travers la France et la Belgique.
- Le Bateau-phare est le titre d'un film américain sorti en 1985 (titre original : The Lightship), réalisé par Jerzy Skolimowski.
- Le Bateau-phare est le titre d'un roman de Siegfried Lenz, éditions Belfond, 1998 (Le bateau-phare Hatteras est en couverture).
- L'entretien d'un bateau-phare sur les bancs de Grisbadarna, lieu de pêche prisé, a pu servir à démontrer les droits de la Suède sur ces lieux marins, face à la Norvège qui les contestait[31].
- Dans le film de 1942 Le journal tombe à cinq heures, la journaliste interprétée par Marie Déa embarque à bord d’un bateau-phare pour réaliser un reportage. La bateau est cependant pris dans une violente tempête, et tant l’issue de celle-ci que sa couverture médiatique par le journal qui l’emploie constituent l’une des principales intrigues du film de Georges Lacombe.